# Gerard van Velde
Gerard Pieter Hendrik van Velde (Wapenveld, 30 de noviembre de 1971) es un deportista neerlandés que compitió en patinaje de velocidad sobre hielo. 
Participó en tres Juegos Olímpicos de Invierno, entre los años 1992 y 2002, obteniendo una medalla de oro en Salt Lake City 2002, en la prueba de 1000 m, y el cuarto lugar en Albertville 1992, en la misma prueba.
Ganó una medalla de plata en el Campeonato Mundial de Patinaje de Velocidad sobre Hielo en Distancia Individual de 2003 y una medalla de plata en el Campeonato Mundial de Patinaje de Velocidad sobre Hielo en Distancia Corta de 2003.

## Palmarés internacional
| Juegos Olímpicos                           | Juegos Olímpicos                | Juegos Olímpicos | Juegos Olímpicos      |
| Año                                        | Lugar                           | Medalla          | Prueba                |
| ------------------------------------------ | ------------------------------- | ---------------- | --------------------- |
| 2002                                       | Salt Lake City (Estados Unidos) | Medalla de oro   | 1000 m                |
| Campeonato Mundial en Distancia Individual |                                 |                  |                       |
| Año                                        | Lugar                           | Medalla          | Prueba                |
| 2003                                       | Berlín (Alemania)               | Medalla de plata | 1000 m                |
| Campeonato Mundial en Distancia Corta      |                                 |                  |                       |
| Año                                        | Lugar                           | Medalla          | Prueba                |
| 2003                                       | Calgary (Canadá)                | Medalla de plata | Clasificación general |